# بيلي هارتمان
بيلي هارتمان (بالإنجليزية: Billy Hartman)‏ هو ممثل بريطاني، ولد في 1957.

## أعمال

### أفلام
- (1986) ساكن الجبال

## وصلات خارجية
- بيلي هارتمان على موقع IMDb (الإنجليزية)
- بيلي هارتمان على موقع ميوزك برينز (الإنجليزية)
- بيلي هارتمان على موقع قاعدة بيانات الفيلم (الإنجليزية)